# Klub Sportowy 3 Batalionu Saperów Wileńskich (wioślarstwo)

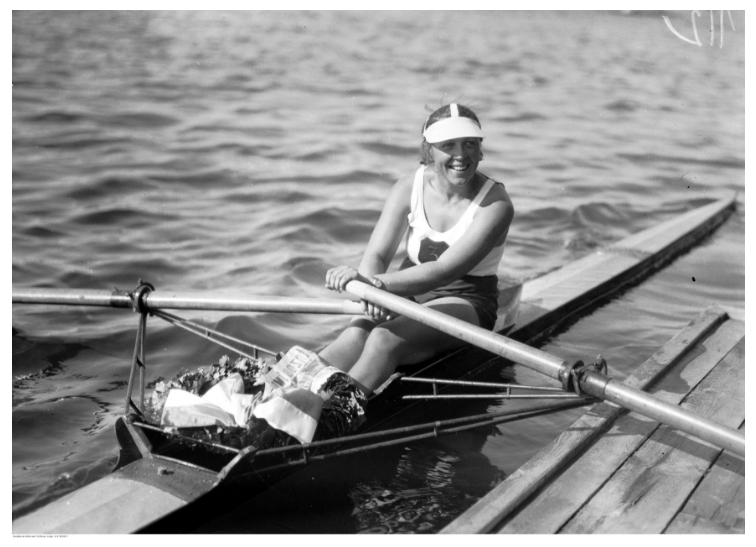
Kamilla Plewako po zdobyciu Mistrzostwa Polski w 1933

Sekcja Wioślarska Klubu Sportowego 3 Batalionu Saperów w Wilnie – sekcja wioślarska nieistniejącego w chwili obecnej klubu, założonego w 3 Pułku Saperów w Wilnie w roku 1923.

## Historia klubu
Sekcja wioślarska klubu istniejącego przy jednostce wojskowej została utworzona w roku 1923 przez dowództwo rodzimego pułku. Twórcy klubu realizowali wprowadzany od 1921 roku w polskiej armii plan usportowienia żołnierzy. Pierwotna nazwa klubu brzmiała: Klub Sportowy 3 Pułku Saperów w Wilnie. Początkowo wioślarze korzystali z przystani i sprzętu pływającego Wileńskiego Towarzystwa Wioślarskiego. Jeszcze w 1923 Zarząd sekcji zdołał zakupić grunt w Wilnie nad Wilią i pierwsze dwie łodzie. W tym samym roku Klub został przyjęty do Polskiego Związku Towarzystw Wioślarskich.
Budowę przystani zakończono w roku 1924. Klub założył też warsztat szkutniczy, gdzie budował łodzie turystyczne we własnym zakresie. W roku 1929, w związku z przeformowaniem 3 Pułku w 3 Batalion, klub zmienił nazwę na: ”Klub Sportowy 3 Batalionu Saperów w Wilnie”. Członkami klubu byli głównie oficerowie i podoficerowie wojska oraz ich rodziny – również kobiety. Finansowanie pochodziło z resortu wojskowego. 
Kres działalności klubu położyła likwidacja w czerwcu 1933 wszystkich wojskowych klubów Wilna i stworzenie w ich miejscu Wojskowego Klubu Sportowego „Śmigły” Wilno. Sekcja wioślarska przez jakiś czas cieszyła się autonomią w ramach sekcji wioślarskiej „Śmigłego” – m.in. zawodnicy nosili emblematy „3” na strojach startowych.

## Wyniki sportowe
Sekcja wioślarska 3 Baonu Saperów Wileńskich odnotowywała następujące wyniki w rywalizacji sportowej Polskiego Związku Towarzystw Wioślarskich (miejsca w męskiej klasyfikacji klubowej, według tabel punktacyjnych PZTW za poszczególne lata; odrębna klasyfikacja kobieca tylko w wyraźnie wskazanych latach):
- w 1929 – 7 miejsce w kategorii kobiecej (ostatnie); mężczyzn nie sklasyfikowano[4],
- w 1930 klubu nie sklasyfikowano[5],
- w 1931 - 8 miejsce na 27 klubów[6],
- w 1932 - 13 miejsce na 27 klubów[7],

Spore wahania wyników klubów wojskowych w tamtym okresie wynikało głównie z faktu, iż zawodnikami byli żołnierze, których często przenoszono z garnizonu do garnizonu. Warto ponadto zauważyć, iż wiele klubów w rywalizacji PZTW nie uczestniczyło lub nie zdołało w danym roku zdobyć punktów.

## Najwybitniejsi zawodnicy
Najwybitniejszą zawodniczką sekcji wioślarskiej, była skifistka, Kamilla Plewako (z domu Pawluć). Na przystani 3 Baonu Saperów pojawiła się w 1928 roku i wkrótce rozpoczęła uprawiać wioślarstwo – początkowo pod okiem swojego przyszłego męża, Wacława Plewaki, oficera i działacza sportowego. Od 1931 podjęła treningi na jedynce i szybko okazało się, iż ma ku temu wielkie predyspozycje. Swoje sukcesy (trzykrotny tytuł Mistrzyni Polski na jedynkach w latach 1933, 1934 i 1935) odniosła już w barwach Śmigłego Wilno. Biorąc pod uwagę, iż po pierwszy tytuł sięgnęła zaledwie dwa miesiące po wcieleniu jej dotychczasowego klubu do Śmigłego, wpływ KS 3 Baonu Saperów na jej karierę sportową był niepodważalny.